# Liolaemus pseudoanomalus
Liolaemus pseudoanomalus — вид ігуаноподібних ящірок родини Liolaemidae. Ендемік Аргентини.

## Поширення і екологія
Liolaemus pseudoanomalus мешкають в аргентинських провінціях Катамарка і Ла-Ріоха. Вони живуть у високогірних чагарникових заростях, що ростуть на піщаних ґрунтах, зустрічаються на висоті 1500 м над рівнем моря. Живляться комахами, відкладають яйця.